# لاسانا ساماکه
لاسانا ساماکه (انگلیسی: Lassana Samaké؛ زادهٔ ۸ دسامبر ۱۹۹۲) بازیکن فوتبال اهل مالی است. وی از سال ۲۰۱۵ تا ۲۰۱۷ در ۱۲ بازی ملی برای تیم ملی فوتبال مالی حضور داشته‌است.